# Волков Володимир Миколайович
Володимир Миколайович Волков (* 18 жовтня 1954, Коспаш, Кизеловський район, Пермська область, РРФСР) — російський вчений, фахівець з онтології, філософської антропології, культурології, доктор філософських наук (2002), професор (2008).

## Напрямки наукової діяльності
Викладає філософію, культурологію, етику, естетику, логіку, філософію права, релігійну філософію, концепції сучасного природознавства, вітчизняну історію, історію світових цивілізацій, політологію, соціологію, риторику та ін. Опублікував близько 100 наукових робіт.

## Громадянська позиція
У березні 2014 року, після російської інтервенції в Україну, разом з рядом інших відомих діячів науки і культури Росії висловив свою незгоду з політикою російської влади в Криму. Позиція викладена у відкритому листі.